# Muckartwist
Muckartwist är ett saxofon-dominerat stycke i snabb fyrtakt (twist-stil) som spelades in av Cool Candys 1962 och utgavs på en EP.
Melodin är hämtad från Helge Erikssons Muckarpolka, inspelad första gången av Calle Jularbo 1940.
Muckartwist är mest känt för att i flera decennier ha använts som inofficiellt muckar-soundtrack, den spelades om och om igen av värnpliktiga under veckan innan utryckning, såväl på logement som i matsalar, något som vanligen uppskattas betydligt mer av de som faktiskt står i begrepp att mucka än av de på samma garnison som har lång tid kvar.

## EP 1962
Sida 1
- Muckartwist
- Stigbergsgatan 8

Sida 2
- Zambesi
- Är det så här när man är kär

## Coverversioner
Dansbandet Bengt Hennings släppte 2009 en version av låten på albumet Låt kärleken slå till. Även dansbandet Simons gjorde en inspelning av låten på 1980-talet.